# Lim Seon-joo
Dans ce nom coréen, le nom de famille, Lim , précède le nom personnel.
Pour les articles homonymes, voir Lim.
Lim Seon-joo, née le 27 novembre 1990, est une footballeuse internationale sud-coréenne évoluant au poste de défenseure centrale au Incheon Red Angels. Elle fait également partie de l'équipe nationale depuis 2009.